# Craig Thrasher
Craig L. Thrasher (Chardon, 16 dicembre 1970) è un ex sciatore alpino statunitense.

## Biografia
Specialista delle prove veloci originario di Steamboat Springs, Thrasher debuttò in campo internazionale in occasione dei Mondiali juniores di Aleyska 1989. In Coppa del Mondo ottenne il primo piazzamento il 17 dicembre 1993 in Val Gardena in discesa libera (39º) e il miglior risultato il 30 gennaio 1994 a Chamonix in combinata (14º); ai successivi XVII Giochi olimpici invernali di Lillehammer 1994, sua unica presenza olimpica, si piazzò 38º nella discesa libera e non completò la combinata. Si ritirò durante la stagione 1996-1997 e la sua ultima gara fu la discesa libera di Coppa del Mondo disputata l'11 gennaio a Chamonix (54º); non prese parte a rassegne iridate.

## Palmarès

### Coppa del Mondo
- Miglior piazzamento in classifica generale: 92º nel 1995

### Campionati statunitensi
- 1 medaglia (dati dalla stagione 1994-1995):
  - 1 argento (discesa libera nel 1995)